# ロディーネ
ロディーネ（イタリア語: Lodine）は、イタリア共和国サルデーニャ自治州ヌーオロ県にある、人口約300人の基礎自治体（コムーネ）。

## 地理

### 位置・広がり

#### 隣接コムーネ
隣接するコムーネは以下の通り。
- フォンニ
- ガヴォーイ